# Бакхёйзен, Хендрик ван де Санде
Хендрик (Хендрикус) ван де Санде Бакхёйзен (нидерл. Hendrik (Hendrikus) van de Sande Bakhuyzen; 2 января 1795, Гаага — 12 декабря 1860, Гаага) — голландский рисовальщик, живописец-пейзажист, акварелист. Он внёс заметный вклад в голландское искусство романтического периода, а его работа на пленэре и деятельность учеников способствовали возникновению такого явления, как Гаагская школа живописи.

## Биография
Хендрик ван де Санде был членом большой семьи голландских художников, включающей его сына Юлиуса ван де Санде Бакхёйзена, дочь Герардину Якобу ван де Санде Бакхёйзен и племянника Александра Иеронима Бакхёйзена.
Он родился под именем Хендрикус Бакхёйзен в Гааге в 1795 году в семье известного издателя Геррита Бакхёйзена (1758—1843) и Якобы ван де Санде (1757—1815). В 1819 году получил королевское разрешение добавить фамилию своей покойной матери к собственной, и стал известен как Хендрикус ван де Санде Бакхёйзен. Его женой была София Вильгельмина Киль (1804—1881). Супруги жили в основном в Гааге. Их сын, Юлиус ван де Санде Бакхёйзен (1835—1925), также стал известным художником-пейзажистом. Его дочь, Герардин Якоба ван де Санде Бакхёйзен (1826—1895), была живописцем натюрмортов из цветов и фруктов. Его сын Хенрикус Герардус ван де Санде Бакхёйзен (1838—1923) стал выдающимся астрономом, членом Королевской нидерландской академии искусств и наук и директором Лейденской обсерватории. Его сын Эрнест-Фредерих ван де Санде Бакхёйзен также был астрономом в Лейденской обсерватории.
Хендрик ван де Санде Бакхёйзен учился рисованию и живописи сначала у Яна Виллема Пинемана и его ученика Й. Хёйманса, а затем у Симона Андреаса Крауса в Гаагской академии искусств, недавно учреждённой королём Виллемом I. Его сокурсниками были Андреас Шельфхаут и Барт ван Хоув, каждый из которых сыграл важную роль в развитии гаагской школы.
Художник добился успеха ещё совсем молодым, его картина «Гелдерский пейзаж» была приобретена в 1818 году Рейксмюсеумом в Амстердаме. В 1821 году он получил почётную медаль от Королевского общества поощрения изящных искусств на выставке в Брюсселе, а затем в 1822 году медаль и премию в 300 гульденов от Общества поощрения изящных искусств в Антверпене. В том же году он стал членом Королевской академии искусств в Амстердаме и членом совета Академии искусств в Гааге. Позднее был избран директором Гаагской академии.
Бакхёйзен путешествовал в Бельгию в 1824 году и в Германию в 1834 году. В 1840 году он стал одним из первых членов общества художников «Искусство и дружба» (Arti et Amicitiae) в Амстердаме. В 1841 году путешествовал Рейну в Германии со своим учеником Виллемом Рулофсом. Он также писал пейзажи в Нордене и области вокруг Остербека, колонии художников, которая позже стала известна как голландский Барбизон.
Он был активным преподавателем и продолжал брать учеников до самой своей смерти. Даже после кончины художника его картины оставались на видном месте в семейной мастерской, где его сын-художник и дочь продолжали работать.

## Отношения с семьёй Ван Гог
Ван де Санде Бакхёйзены были связаны со знаменитой семьей Ван Гог через деда Хендрика Бакхёйзена, который женился на Жаннетте ван Гог (1731—1796). Хендрик учил мать Винсента ван Гога Анну Карбентус ван Гог живописи, и Винсент Ван Гог чувствовал, что между его работами и живописью ван де Санде Бакхёйзена существует явная близость. В своём письме от 23 декабря 1889 года к матери из приюта Сен-Реми-де-Прованс он писал:

 «И теперь несомненно, что работа, которую они делают здесь сейчас, очень отличается — более красочно и более откровенно нарисовано, — чем то, что делали в Голландии во времена, скажем, Схелфхаута. И всё же одно во многом является следствием другого. Например, вы знали старого ван де Санде Бакхёйзена и Жюля Бакхёйзена. Я только недавно вспомнил об их работах, что при всей кажущейся разнице в представлениях людей всё ещё так мало изменилось. В любом случае, я думаю, что Жюль Бакхёйзен, скажем, прекрасно понял бы, что я пишу сейчас, тот овраг с ручьём и другую картину — парк в приюте — большие сосны на фоне вечернего неба» 

## Признание семьи
В 1996 году семья Бакхёйзен была занесена в Patriciaat или «Синюю книгу Нидерландов», в которой отмечают семьи, которые были ведущими членами общества на протяжении 150 лет и шести поколений.

## Галерея

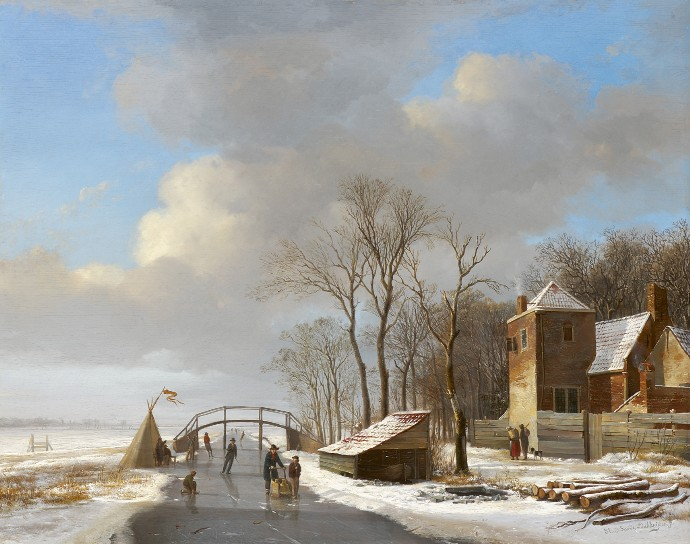
Снежный пейзаж с фигуристами. 1820. Дерево, масло. Частное собрание
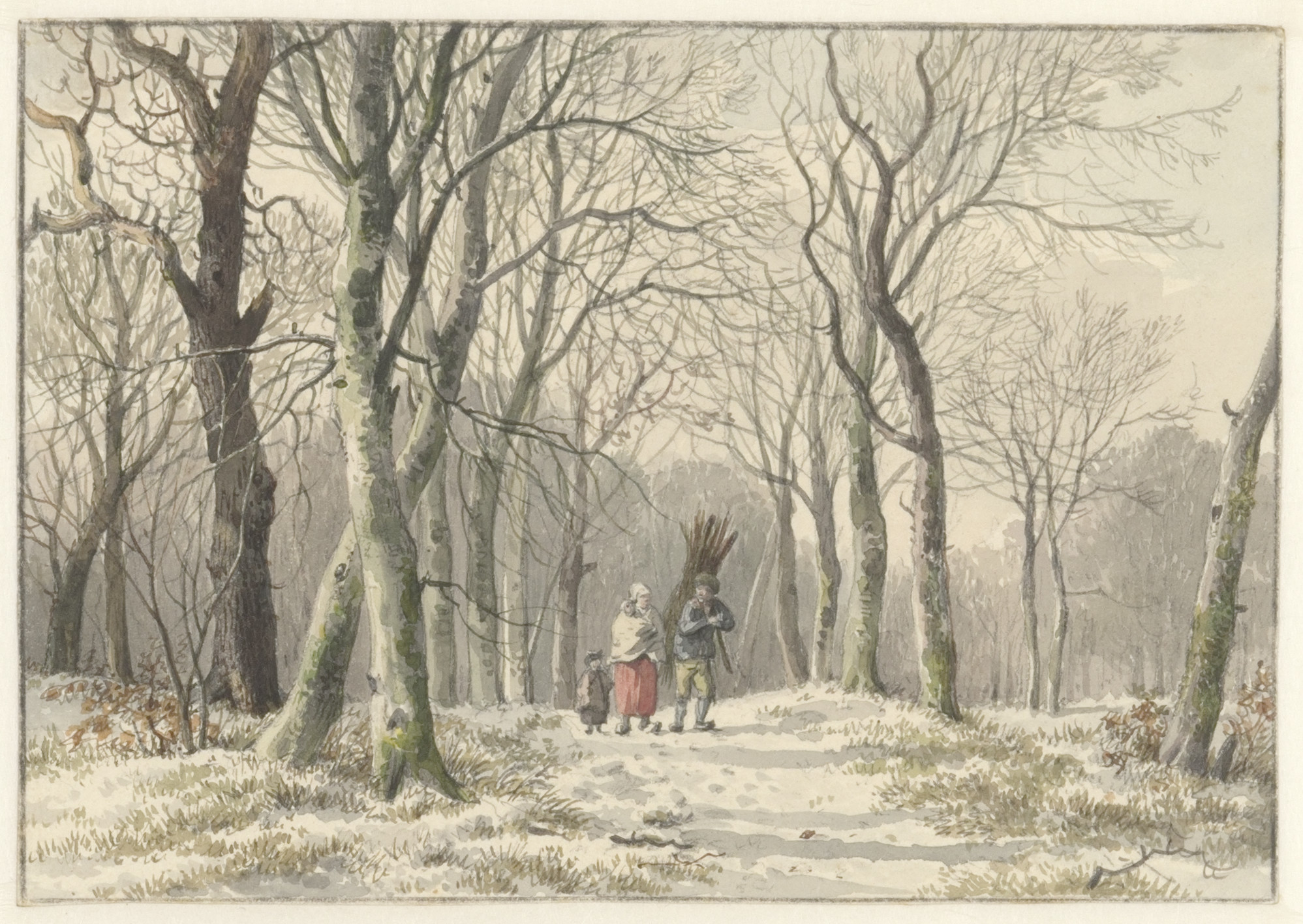
Лес зимой. Бумага, акварель. Ок. 1830. Городской музей (Амстердамский исторический музей), Амстердам
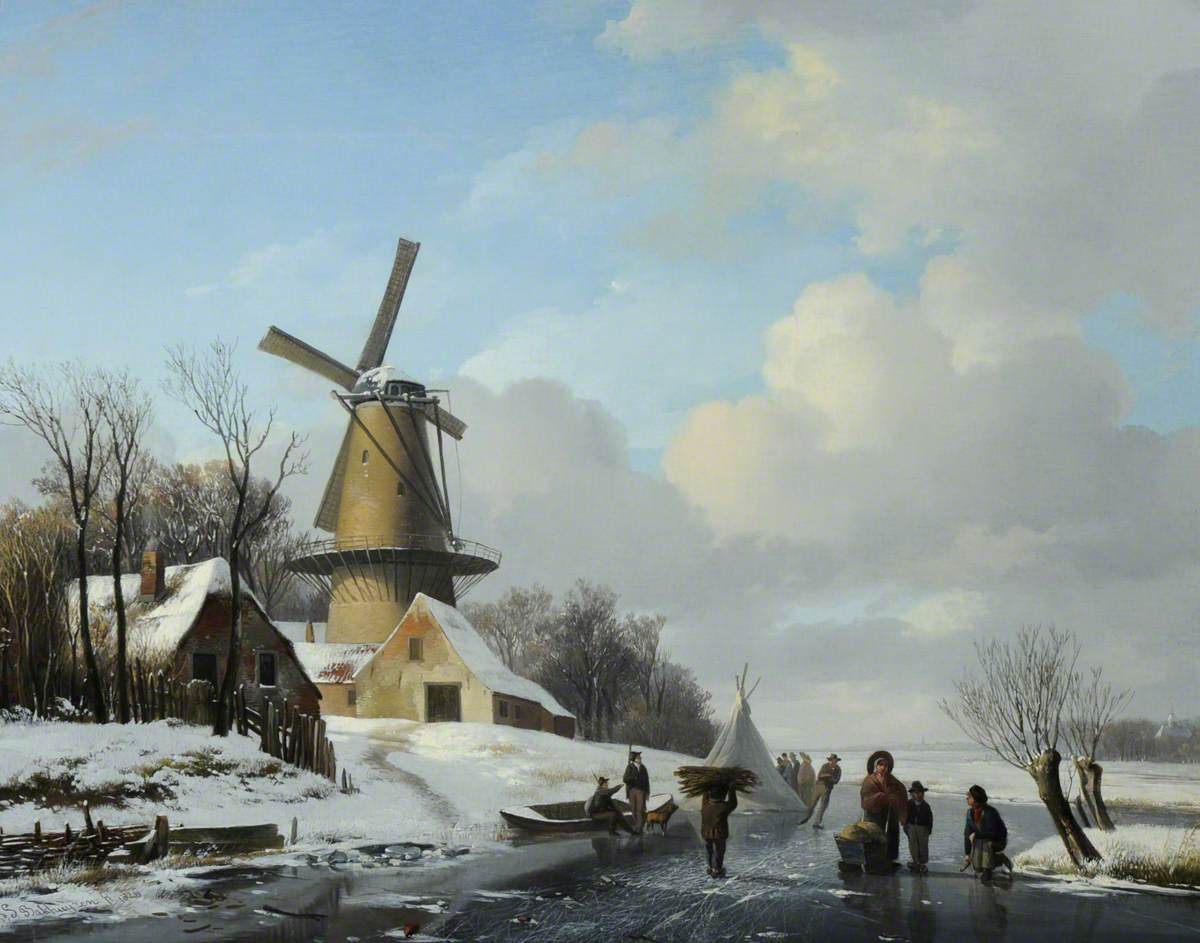
Зимняя сцена. 1826. Дерево, масло. национальный фонд, Великобритания
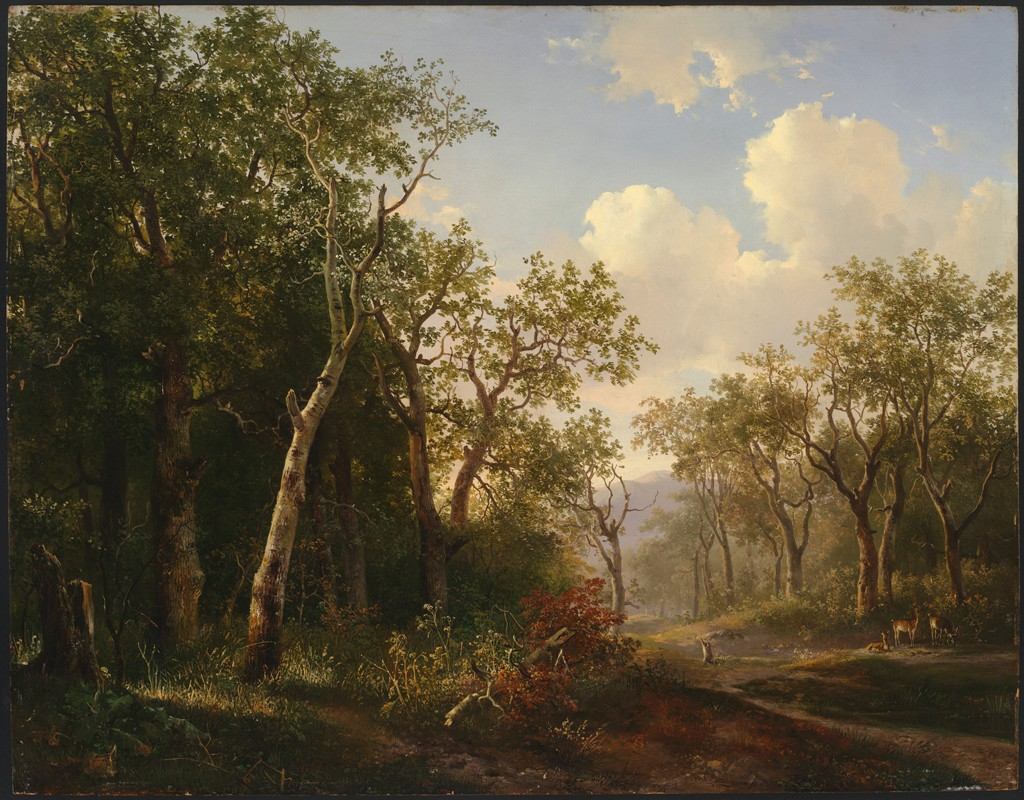
Лесной пейзаж с оленями. 1831. Дерево, масло. Художественный музей Фогга, Кембридж, США
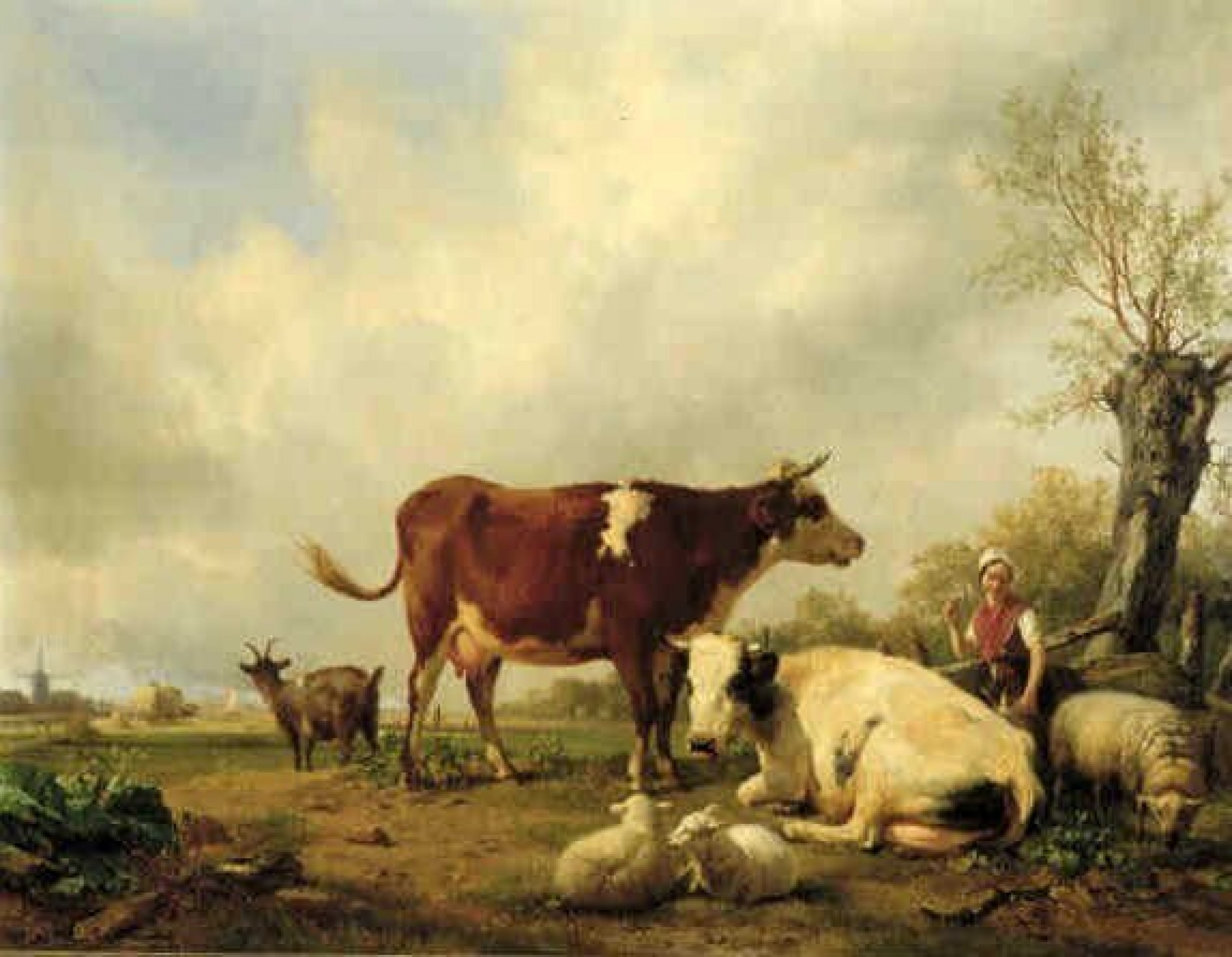
Пейзаж со скотом. 1840. Дерево, масло. Музей Бойманса-ван Бёнингена, Роттердам
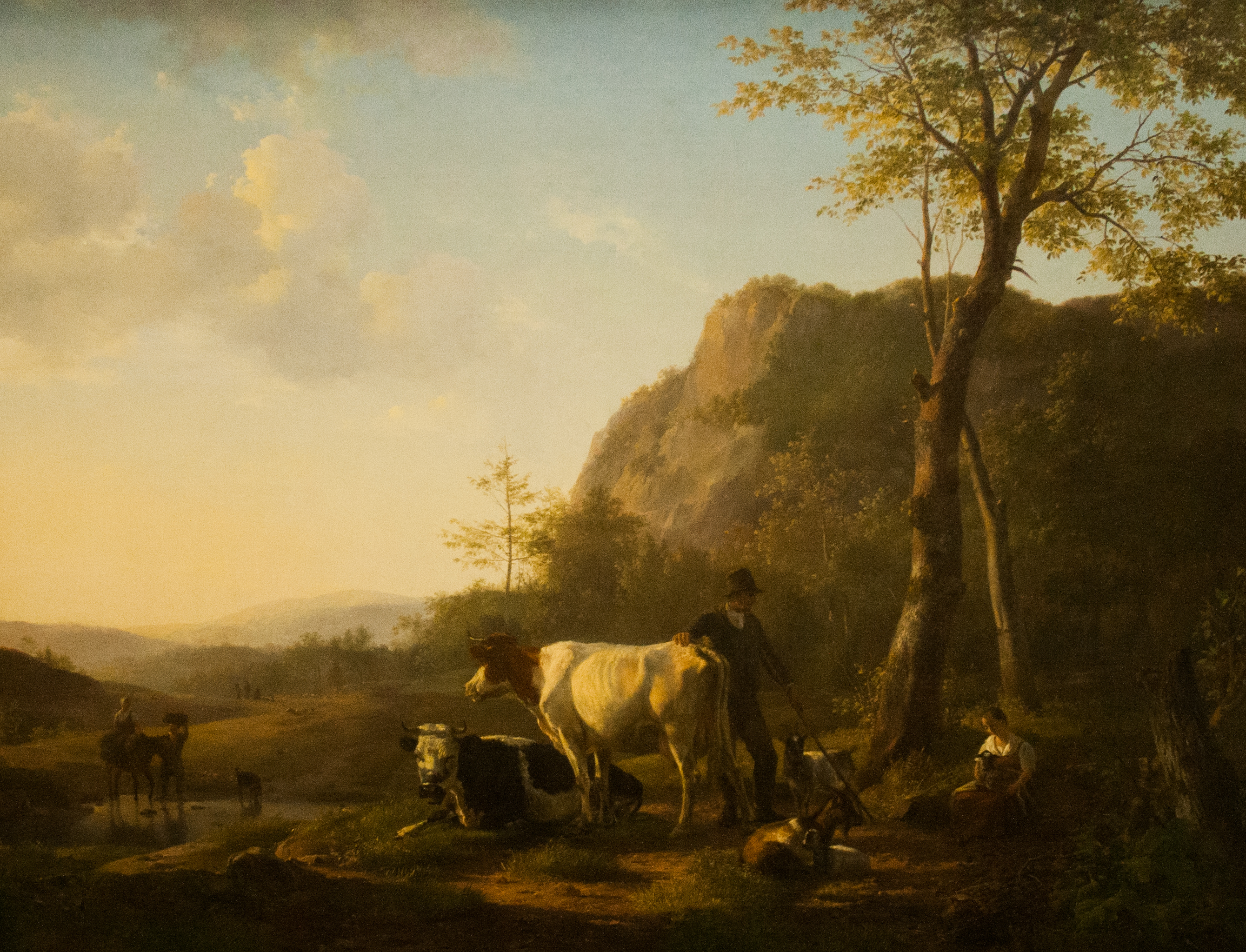
Пастух и пастушка в горном пейзаже. 1826. Холст, масло. Музей Тейлора, Харлем